# Rhizedra maxima
Rhizedra maxima är en fjärilsart som beskrevs av Hormuzachi och Alexinschi 1930. Rhizedra maxima ingår i släktet Rhizedra och familjen nattflyn. Inga underarter finns listade.